# 옥타크네무스과
옥타크네무스과(Octacnemidae)는 편새해초목에 속하는 피낭동물과의 하나이다.

## 특징
해초강의 다른 과와 달리 옥타크네무스과 동물은 입이 아주 커서 결과적으로 심해에서 살기에 적합하다.

## 하위 속
- Benthascidia Ritter, 1907
- Cibacapsa Monniot & Monniot, 1983
- Cryptia Monniot & Monniot, 1985
- Dicopia Sluiter, 1905
- Kaikoja Monniot, 1998
- Megalodicopia Oka, 1918
- Myopegma Monniot & Monniot, 2003
- Octacnemus Moseley, 1877
- Polyoctacnemus Ihle, 1935
- Situla Vinogradova, 1969